# أوني نووليفآرا
أوني نووليفآرا (Auni Nuolivaara؛ كوبريلهتي، 22 مايو 1883 - تامبيري، 26 أكتوبر 1972) كاتبة فنلندية. تـُذكر بشكل رئيسي لروايتها «راعية و خادمة و مدبرة منزل» (Paimen, piika ja emäntä) الفائزة بمسابقة الرواية لدار أوتافا الكبرى للنشر في عام 1936. التي تحولت إلى رسوم متحركة يابانية باسم فتاة المراعي.
والدا أوني نووليفآرا المحاضر سليم يوهان إيفرت لاغوس و ليديا ألكساندرا دالستوم . تخرجت نووليفآرا من مدرسة تامبيري الفنلندية للبنات في عام 1903 و من مدرسة معلمي الابتدائية بسمينار هينولا في عام 1905. اشتغلت معلمة أولاً في سافونلينا ثم في بالقرب من ميكيلي بمعهد أوتافا الشعبي . تزوجت من مدير معهد أوتافا أرماس إيساك نووليفآرا عام 1909.